# Parc national de l'île Norfolk
Le parc national de l'île Norfolk est un parc national situé dans le territoire de l'île Norfolk créé le 31 janvier 1986.

## Géographie
Il est constitué du mont Bates et du mont Pitt dans le nord-ouest de l'île Norfolk, de l'île Phillip et de l'île Nepean.

## Administration
Le parc est administré par le Department of the Environment, Water, Heritage and the Arts.